# Клотик

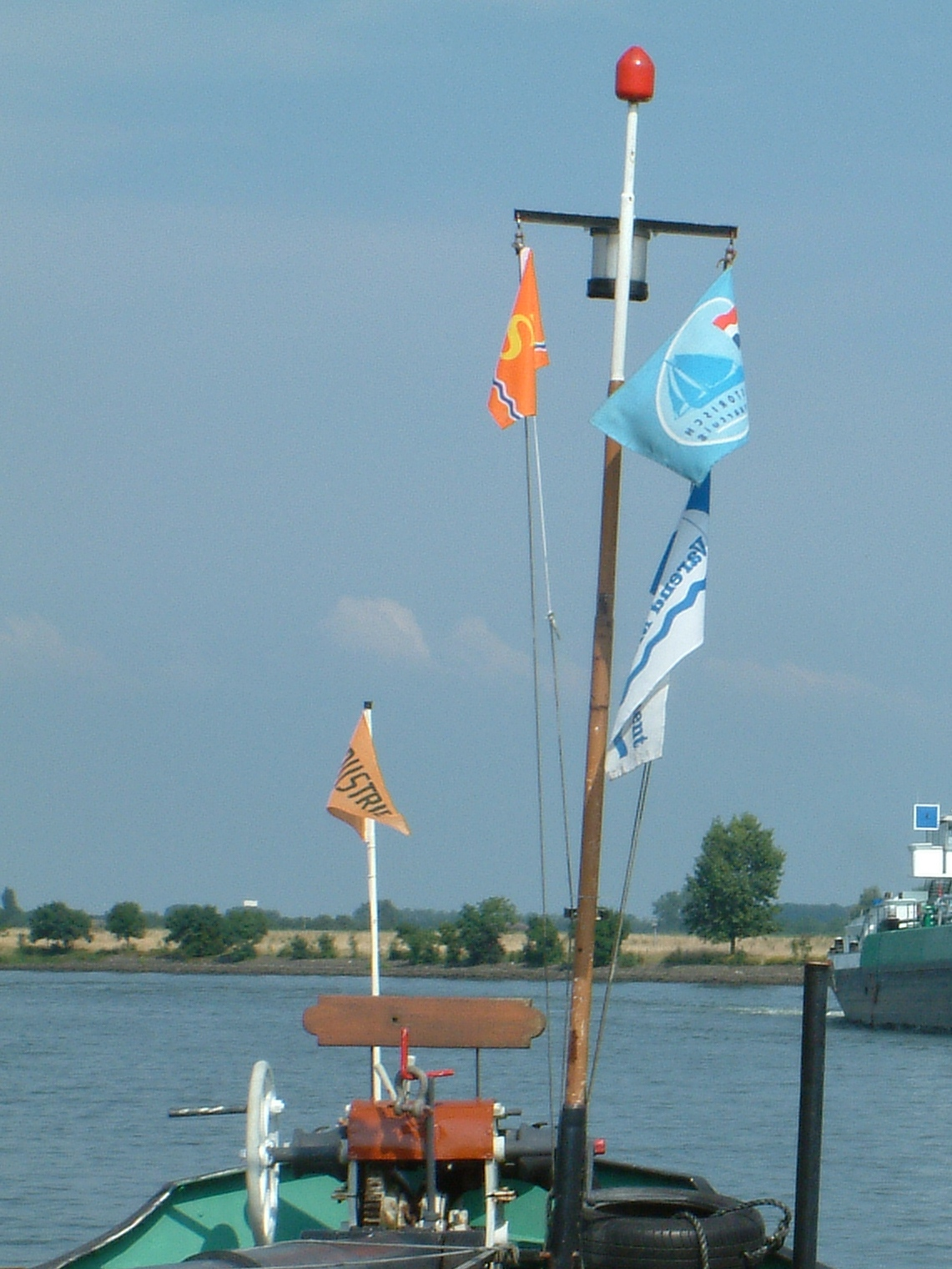
Клотик на щоглі

Кло́тик, клот (від нід. kloot — «куля, набалдашник») — дерев'яна чи металева приробка, яку настромляють на топ флагштока, щогли, стеньги для захисту його від вологи. Являє собою точену дерев'яну або металеву кулю, іноді сплюснуту зверху і знизу. Має кілька шківів (іноді кіпів) для фалів.
Клотиком також скорочено називають клотиковий ліхтар — сигнальний прилад для світлової сигналізації, який розміщується на клотику щогли. Він складається з 2-3 ламп, одна з яких червона, решта білі. Передача сигналів здійснюється абеткою Морзе.